# جان أودين
جان أودين (بالإنجليزية: Jan Uddin)‏ هو عارض وممثل بريطاني، ولد في 1985 بستوك أون ترينت في المملكة المتحدة.

## أعمال

### أفلام
- (2011) داي أوف ذا فالكون[4]

## وصلات خارجية
- جان أودين على موقع IMDb (الإنجليزية)
- جان أودين على موقع قاعدة بيانات الفيلم (الإنجليزية)